# Deputati della IX legislatura della Repubblica Croata
I deputati della IX legislatura della Repubblica Croata, eletti in occasione delle elezioni parlamentari del 2016, sono rimasti in carica dal 14 ottobre 2016 al 22 luglio 2020.

## Gruppi parlamentari
| Gruppo | Partiti                                                              | N.  | N.  |
| --- | -------------------------------------------------------------------- | --- | --- |
| Unione Democratica Croata (membri)                                                                              | HDZ                                                                  | 58  | 58  |
| Partito Socialdemocratico di Croazia (membri)                                                                   | SDP                                                                  | 38  | 38  |
| Most (membri)                                                                                                   | Most                                                                 | 13  | 14  |
| Most (membri)                                                                                                   | Indipendente (Eletto in Živi zid)                                    | 1   | 14  |
| Partito Popolare Croato - Liberal Democratici e Partito Croato dei Pensionati                                   | HNS                                                                  | 9   | 11  |
| Partito Popolare Croato - Liberal Democratici e Partito Croato dei Pensionati                                   | HSU                                                                  | 1   | 11  |
| Partito Popolare Croato - Liberal Democratici e Partito Croato dei Pensionati                                   | Indipendente (SRRHKS) - Iscritto anche al gruppo minoranze nazionali | 1   | 11  |
| Partito Contadino Croato                                                                                        | HSS                                                                  | 5   | 5   |
| Živi zid | Živi zid                                                             | 4   | 4   |
| Dieta Democratica Istriana, Alleanza Litoraneo-montana e Lista per Fiume                                        | IDS                                                                  | 3   | 4   |
| Dieta Democratica Istriana, Alleanza Litoraneo-montana e Lista per Fiume                                        | Indipendente (GB) - Iscritto anche al gruppo minoranze nazionali     | 1   | 4   |
| Partito Democristiano Croato e Partito Social-Liberale Croato                                                   | HDS                                                                  | 1   | 3   |
| Partito Democristiano Croato e Partito Social-Liberale Croato                                                   | HSLS                                                                 | 1   | 3   |
| Partito Democristiano Croato e Partito Social-Liberale Croato                                                   | Indipendente                                                         | 1   | 3   |
| Bandić Milan 365, Riformisti e deputato indipendente Kažimir Varda                                              | BM365                                                                | 1   | 3   |
| Bandić Milan 365, Riformisti e deputato indipendente Kažimir Varda                                              | NSR                                                                  | 1   | 3   |
| Bandić Milan 365, Riformisti e deputato indipendente Kažimir Varda                                              | Indipendente (eletto in HSU)                                         | 1   | 3   |
| Cambiamo la Croazia e SNAGA                                                                                     | PH                                                                   | 2   | 3   |
| Cambiamo la Croazia e SNAGA                                                                                     | SNAGA (Eletto come indipendente in Živi zid)                         | 1   | 3   |
| Partito Democratico Indipendente Serbo                                                                          | SDSS - Iscritti anche al gruppo minoranze nazionali                  | 3   | 3   |
| Non iscritti | HDSSB                                                                | 1   | 2   |
| Non iscritti | Lista Indipendente Željko Glasnović                                  | 1   | 2   |
| Minoranze nazionali (non iscritti ad altri gruppi) Compresi i deputati iscritti anche ad altri gruppi: totale 8 | Indipendente (DZMH)                                                  | 1   | 3   |
| Minoranze nazionali (non iscritti ad altri gruppi) Compresi i deputati iscritti anche ad altri gruppi: totale 8 | Indipendente (UARH)                                                  | 1   | 3   |
| Minoranze nazionali (non iscritti ad altri gruppi) Compresi i deputati iscritti anche ad altri gruppi: totale 8 | Indipendente (GB)                                                    | 1   | 3   |
| Totale | Totale                                                               | 151 | 151 |

## Composizione storica
| Deputato                       | Partito/gruppo                                                                        |
| ------------------------------ | ------------------------------------------------------------------------------------- |
| Goran Aleksić                  | SNAGA                                                                                 |
| Ljubica Ambrušec               | Most                                                                                  |
| Ivan Anušić                    | HDZ                                                                                   |
| Vedran Babić                   | SDP                                                                                   |
| Branko Bačić                   | HDZ                                                                                   |
| Marijana Balić                 | HDZ                                                                                   |
| Dražen Barišić                 | HDZ                                                                                   |
| Milorad Batinić                | HNS                                                                                   |
| Arsen Bauk                     | SDP                                                                                   |
| Vesna Bedeković                | HDZ                                                                                   |
| Krešo Beljak                   | HSS                                                                                   |
| Davor Bernardić                | SDP                                                                                   |
| Goran Beus Richembergh         | HNS                                                                                   |
| Vladimir Bilek                 | IND (GB) - Non iscritti                                                               |
| Blaženko Boban                 | HDZ                                                                                   |
| Josip Borić                    | HDZ                                                                                   |
| Dražen Bošnjaković             | HDZ                                                                                   |
| Milijan Brkić                  | HDZ                                                                                   |
| Miro Bulj                      | Most                                                                                  |
| Branimir Bunjac                | Živi zid                                                                              |
| Majda Burić                    | HDZ                                                                                   |
| Ivan Ćelić                     | HDZ                                                                                   |
| Mato Čičak                     | HDZ                                                                                   |
| Pero Ćosić                     | HDZ                                                                                   |
| Stevo Culej                    | HDZ                                                                                   |
| Josip Đakić                    | HDZ                                                                                   |
| Tulio Demetlika                | IDS                                                                                   |
| Goran Dodig                    | HDS                                                                                   |
| Igor Dragovan                  | SDP                                                                                   |
| Saša Đujić                     | SDP                                                                                   |
| Darinko Dumbović               | NSR                                                                                   |
| Bruna Esih                     | HDZ                                                                                   |
| Damir Felak                    | HDZ                                                                                   |
| Mato Franković                 | HDZ                                                                                   |
| Željko Glasnović               | IND                                                                                   |
| Sabina Glasovac                | SDP                                                                                   |
| Branimir Glavaš                | HDSSB                                                                                 |
| Bojan Glavašević               | SDP                                                                                   |
| Peđa Grbin                     | SDP                                                                                   |
| Branko Grčić                   | SDP                                                                                   |
| Nikola Grmoja                  | Most                                                                                  |
| Mario Habek                    | SDP                                                                                   |
| Siniša Hajdaš Dončić           | SDP                                                                                   |
| Domagoj Hajduković             | SDP                                                                                   |
| Zlatko Hasanbegović            | HDZ                                                                                   |
| Darko Horvat                   | HDZ                                                                                   |
| Mile Horvat                    | SDSS                                                                                  |
| Silvano Hrelja                 | HSU                                                                                   |
| Branko Hrg                     | IND (eletto nella coalizione HDZ, si iscrive al gruppo HDS-HSLS e poi aderisce a HDS) |
| Gordan Jandroković             | HDZ                                                                                   |
| Robert Jankovics               | IND (DZMH)                                                                            |
| Damir Jelić                    | HDZ                                                                                   |
| Marija Jelkovac                | HDZ                                                                                   |
| Romana Jerković                | SDP                                                                                   |
| Željka Josić                   | HDZ                                                                                   |
| Željko Jovanović               | SDP                                                                                   |
| Branka Juričev-Martinčev       | HDZ                                                                                   |
| Veljko Kajtazi                 | IND (SRRHKS) - Si iscrive al gruppo HNS-HSU                                           |
| Mladen Karlić                  | HDZ                                                                                   |
| Ivan Kirin                     | HDZ                                                                                   |
| Tomislav Klarić                | HDZ                                                                                   |
| Ivan Klarin                    | SDP                                                                                   |
| Anton Kliman                   | HDZ                                                                                   |
| Joško Klisović                 | SDP                                                                                   |
| Ana Komparić Devčić            | SDP                                                                                   |
| Vlatko Kopić                   | HDZ                                                                                   |
| Darinko Kosor                  | HSLS                                                                                  |
| Miro Kovač                     | HDZ                                                                                   |
| Stjepan Kovač                  | SDP                                                                                   |
| Maro Kristić                   | Most                                                                                  |
| Josip Križanić                 | HDZ                                                                                   |
| Andro Krstulović Opara         | HDZ                                                                                   |
| Željko Lacković                | BM365                                                                                 |
| Boris Lalovac                  | SDP                                                                                   |
| Ermina Lekaj Prljaskaj         | IND (UARH)                                                                            |
| Željko Lenart                  | HSS                                                                                   |
| Božo Ljubić                    | HDZ                                                                                   |
| Davor Lončar                   | HDZ                                                                                   |
| Ivan Lovrinović                | PH                                                                                    |
| Franjo Lucić                   | HDZ                                                                                   |
| Marta Luc-Polanc               | SDP                                                                                   |
| Ljubica Lukačić                | HDZ                                                                                   |
| Mladen Mađer                   | HSS                                                                                   |
| Božica Makar                   | HNS                                                                                   |
| Ljubica Maksimčuk              | HDZ                                                                                   |
| Gordan Maras                   | SDP                                                                                   |
| Damir Mateljan                 | SDP                                                                                   |
| Predrag Matić                  | SDP                                                                                   |
| Jasen Mesić                    | HDZ                                                                                   |
| Andrija Mikulić                | HDZ                                                                                   |
| Zoran Milanović                | SDP                                                                                   |
| Boris Miletić                  | IDS                                                                                   |
| Davor Miličević                | HDZ                                                                                   |
| Darko Milinović                | HDZ                                                                                   |
| Orsat Miljenić                 | SDP                                                                                   |
| Boris Milošević                | SDSS                                                                                  |
| Domagoj Ivan Milošević         | HDZ                                                                                   |
| Ivica Mišić                    | PH                                                                                    |
| Anka Mrak-Taritaš              | HNS                                                                                   |
| Mirando Mrsić                  | SDP                                                                                   |
| Ivana Ninčević-Lesandrić       | Most                                                                                  |
| Milanka Opačić                 | SDP                                                                                   |
| Ranko Ostojić                  | SDP                                                                                   |
| Tomislav Panenić               | Most                                                                                  |
| Darko Parić                    | SDP                                                                                   |
| Grozdana Perić                 | HDZ                                                                                   |
| Ivan Pernar                    | Živi zid                                                                              |
| Ana-Marija Petin               | HSS                                                                                   |
| Irena Petrijevčanin Vuksanović | HDZ                                                                                   |
| Božo Petrov                    | Most                                                                                  |
| Robert Podolnjak               | Most                                                                                  |
| Drago Prgomet                  | HDZ                                                                                   |
| Marija Puh                     | HNS                                                                                   |
| Milorad Pupovac                | SDSS                                                                                  |
| Vesna Pusić                    | HNS                                                                                   |
| Furio Radin                    | IND (GB) - Si iscrive al gruppo IDS                                                   |
| Željko Raguž                   | HDZ                                                                                   |
| Željko Reiner                  | HDZ                                                                                   |
| Davor Romić                    | Most                                                                                  |
| Zdravko Ronko                  | SDP                                                                                   |
| Dragica Roščić                 | HDZ                                                                                   |
| Hrvoje Runtić                  | IND (eletto in Živi zid, si iscrive al gruppo Most)                                   |
| Ante Sanader                   | HDZ                                                                                   |
| Tomislav Saucha                | SDP                                                                                   |
| Marko Šimić                    | HDZ                                                                                   |
| Miroslav Šimić                 | Most                                                                                  |
| Ivan Vilibor Sinčić            | Živi zid                                                                              |
| Ivan Šipić                     | HDZ                                                                                   |
| Marin Škibola                  | Živi zid                                                                              |
| Petar Škorić                   | HDZ                                                                                   |
| Marko Sladoljev                | Most                                                                                  |
| Giovanni Sponza                | IDS                                                                                   |
| Nenad Stazić                   | SDP                                                                                   |
| Ines Strenja-Linić             | Most                                                                                  |
| Anđelko Stričak                | HDZ                                                                                   |
| Damir Tomić                    | SDP                                                                                   |
| Bernarda Topolko               | HNS                                                                                   |
| Miro Totgergeli                | HDZ                                                                                   |
| Miroslav Tuđman                | HDZ                                                                                   |
| Nada Turina-Đurić              | HNS                                                                                   |
| Žarko Tušek                    | HDZ                                                                                   |
| Kažimir Varda                  | IND (eletto per HSU, si iscrive al gruppo BM365-NSR)                                  |
| Siniša Varga                   | SDP                                                                                   |
| Marko Vešligaj                 | SDP                                                                                   |
| Franko Vidović                 | SDP                                                                                   |
| Davor Vlaović                  | HSS                                                                                   |
| Ivan Vrdoljak                  | HNS                                                                                   |
| Marko Vučetić                  | Most                                                                                  |
| Tomislav Žagar                 | SDP                                                                                   |
| Hrvoje Zekanović               | HDZ                                                                                   |
| Mihael Zmajlović               | SDP                                                                                   |